# スーザン・エリザベス・フィリップス
スーザン・エリザベス・フィリップス（Susan Elizabeth Phillips、1948年12月11日 - ）は、アメリカ合衆国のロマンス作家。オハイオ州シンシナティ出身。

## 経歴
1948年12月11日、オハイオ州シンシナティに、ジョン・アラー・ティトゥスとルイーザ・コート・ティトゥス夫妻の間に生まれる。オハイオ大学で学士取得後、地元の高校で演劇やスピーチ、英語の教鞭を取る。第一子出産に伴い、専業主婦となる。
1976年、家族でニュージャージー州へ引っ越す。そこでは、自分と同じく読書好きの隣人、クレア・レフコヴィッツと読んだ本について議論し合った。2人で書いた"The Copeland Bride" という歴史ロマンスものは、1983年にジャスティン・コール名義で出版された。クレア一家が他所へ引っ越してしまった後、フィリップスが1人で自身の名で書くようになった。
夫のビルとは大学在学中にブラインドデートで出会い、2人の息子をもうけた。息子は成人しており、イリノイ州シカゴに住んでいる。

## 受賞
アメリカロマンス作家協会から「ブック・オブ・ザ・イヤー」に5度選ばれているが、これは最多でフィリップスのみである。2001年には同協会の殿堂入りを果たし、2006年には功労賞を受賞した。
- 1995年：『あなただけ見つめて』 (It Had to Be You) でリタ賞年間ベスト受賞
- 1998年：『あなたがいたから』 (Nobody's Baby But Mine) でリタ賞現代ロマンス部門受賞
- 1999年：『あの夢の果てに』 (Dream a Little Dream) でリタ賞現代ロマンス部門受賞
- 2001年：『ファースト・レディ』 (First Lady) でリタ賞現代ロマンス部門受賞
- 2007年：『いつか見た夢を』 (Natural Born Charmer) でクィル賞（英語版）ベスト・ロマンス ノミネート

## 作品リスト
| 邦題                     | 原題                   | シリーズ         | 刊行年 | 刊行年月   | 訳者       | 出版社       | 備考                                                             |
| ------------------------ | ---------------------- | ---------------- | ------ | ---------- | ---------- | ------------ | ---------------------------------------------------------------- |
|                          | The Copeland Bride     |                  | 1983年 |            |            |              | クレア・キールとの共著 ジャスティン・コール名義で発表            |
|                          | Risen, Glory           |                  | 1984年 |            |            |              |                                                                  |
| 麗しのファンシー・レディ | Fancy Pants            | Wynette, Texas 2 | 1989年 | 2007年12月 | 岡聖子     | ハーレクイン |                                                                  |
| 愛と絆につづく道         | Hot Shot               |                  | 1991年 | 2008年09月 | 新井ひろみ | ハーレクイン |                                                                  |
| あの空に架ける橋         | Honey Moon             |                  | 1993年 | 2008年06月 | 皆川孝子   | ハーレクイン |                                                                  |
| あなただけ見つめて       | It Had to Be You       | Chicago Stars 1  | 1994年 | 2007年01月 | 宮崎槙     | 二見書房     |                                                                  |
| ロマンティック・ヘヴン   | Heaven, Texas          | Chicago Stars 2  | 1995年 | 2005年11月 | 数佐尚美   | 原書房       |                                                                  |
| キスミーエンジェル       | Kiss an Angel          |                  | 1996年 | 2006年07月 | 数佐尚美   | 原書房       |                                                                  |
| あなたがいたから         | Nobody's Baby But Mine | Chicago Stars 3  | 1997年 | 2006年03月 | 平林祥     | 原書房       |                                                                  |
| あの夢の果てに           | Dream a Little Dream   | Chicago Stars 4  | 1998年 | 2004年05月 | 宮崎槙     | 二見書房     |                                                                  |
| レディ・エマの微笑み     | Lady Be Good           | Wynette, Texas 3 | 1999年 | 2005年03月 | 宮崎槙     | 二見書房     |                                                                  |
| ファースト・レディ       | First Lady             | Wynette, Texas 4 | 2000年 | 2003年03月 | 宮崎槙     | 二見書房     |                                                                  |
| 湖に映る影               | This Heart of Mine     | Chicago Stars 5  | 2001年 | 2003年10月 | 宮崎槙     | 二見書房     |                                                                  |
| 愛はジャスミンの香り     | Just Imagine           |                  | 2001年 | 2007年10月 | 細郷妙子   | ハーレクイン | 1984年刊"Risen, Glory" の改訂版                                  |
| トスカーナの晩夏         | Breathing Room         |                  | 2002年 | 2006年03月 | 宮崎槙     | 二見書房     | 橘花夜作画で漫画化（2014年 宙出版）                              |
| まだ見ぬ恋人             | Match Me if You Can    | Chicago Stars 6  | 2005年 | 2007年11月 | 宮崎槙     | 二見書房     |                                                                  |
| 幻想を求めて             | Ain't She Sweet?       |                  | 2005年 | 2005年10月 | 宮崎槙     | 二見書房     |                                                                  |
| いつか見た夢を           | Natural Born Charmer   | Chicago Stars 7  | 2007年 | 2008年08月 | 宮崎槙     | 二見書房     |                                                                  |
| きらめく星のように       | What I Did for Love    | Wynette, Texas 5 | 2009年 | 2009年12月 | 宮崎槙     | 二見書房     | 橋本多佳子作画で漫画化（2015年 宙出版）                          |
| きらめきの妖精           | Glitter Baby           | Wynette, Texas 1 | 2009年 | 2010年08月 | 宮崎槙     | 二見書房     | オリジナルは1987年刊・改訂 竹内未来作画で漫画化（2015年 宙出版） |
| あの丘の向こうに         | Call Me Irresistible   | Wynette, Texas 6 | 2010年 | 2012年01月 | 宮崎槇     | 二見書房     | 中村地里作画で漫画化                                             |
| 逃避の旅の果てに         | The Great Escape       | Wynette, Texas 7 | 2012年 | 2013年02月 | 宮崎槇     | 二見書房     |                                                                  |
| その腕のなかで永遠に     | Heroes Are My Weakness |                  | 2014年 | 2015年04月 | 宮崎槇     | 二見書房     |                                                                  |